# Reflektancja
Reflektancja – stosunek mocy wiązki odbitej do mocy padającej na granicę dwóch ośrodków o różnych współczynnikach załamania wyrażony w decybelach ze znakiem ujemnym. Wyróżnia się reflektancję zwierciadlaną powierzchni (stosunek mocy wiązki odbitej do wiązki padającej) i reflektancję dyfuzyjną (stosunek mocy wiązki rozproszonej do wiązki padającej). Reflektancja zależy od rodzaju materiału, od wysokości nierówności powierzchni (stopnia wypolerowania) i ich pochylenia.